# 그란홀름 대 힐드 사건
그란홀름 대 힐드 사건(Granholm v. Heald)은 미국 연방대법원의 유명 판례이다.
미시간주와 뉴욕주는 주의 포도주 제조자들이 소비자들에게 직접 포도주를 공급할 수 있도록 하였으나 타주 제조자는 이를 제한하였다. 그래서 헌법 내재적 통상조항위반으로 소를 제기하였다.

## 같이 보기
- 미국 수정 헌법 제21조